# Once Upon a Time in Brooklyn
Once Upon a Time in Brooklyn (Originaltitel: Goat) ist ein amerikanischer Gangsterfilm aus dem Jahr 2013. Drehbuch und Regie übernahm Paul Borghese.

## Handlung
Der junge Mafioso Bobby Baldano (William DeMeo) ist das schwarze Schaf seiner Familie. Als er nach Verbüßung einer fünfjährigen Haftstrafe aus dem Gefängnis kommt, setzt sein Vater (Armand Assante) große Hoffnungen in einen Neuanfang für ihn und bittet ihn, bei Joseph Baldano & Sons Contracting, dem legitimen und blühenden Familienunternehmen, zu arbeiten. Doch Bobby kehrt wieder zu seiner alten Gang zurück und verfällt somit wieder in seine alten Muster. Er hat zwei Familien. Eine, die ihn unterstützt und liebt, und eine, die gefährlich und tödlich ist.
Stets hin- und hergerissen zwischen seinen Familien, fangen die Probleme an sich zu häufen.

## Hintergrund
Der von Padrino Productions, The Sixth Family und Tappan Films produzierte Film wurde am 21. Mai 2013 in den Vereinigten Staaten veröffentlicht.

## Kritik
Der Filmdienst urteilt: „Mobster-Krimi mit afroamerikanischem „Gangsta“-Einschlag und gut besetzten Nebenrollen, an dem vor allem die penetrante Attitüde von Ex-Rap-Star Ice-T und das ständige Gefasel von „Ehre“ und „Respekt“ unangenehm aufstoßen.“